# ان‌جی‌سی ۳۳۵۷
ان‌جی‌سی ۳۳۵۷ (انگلیسی: NGC 3357) نام یک کهکشان در صورت فلکی شیر است.